# Jarrett Allen
Pour les articles homonymes, voir Allen.
Jarrett Allen, né le 21 avril 1998 à Austin dans le Texas, est un joueur américain de basket-ball évoluant au poste de pivot.

## Biographie

### Carrière universitaire
Il fait une saison en université avec les Longhorns du Texas où il termine à 13,4 points et 8,4 rebonds de moyenne par match. Il se présente ensuite à la draft 2017 de la NBA.

### Carrière professionnelle

#### Nets de Brooklyn (2017-2021)
Il est sélectionné en 22e position par les Nets de Brooklyn.
Pendant sa deuxième saison NBA, il commence à faire parler de lui en tournant à 10,9 points, 8,4 rebonds et 1,5 contre.

#### Cavaliers de Cleveland (depuis 2021)
Le 13 janvier 2021, il est transféré aux Cavaliers de Cleveland dans un échange à quatre équipes.
Lors du marché des agents libres de 2021, Jarrett Allen re-signe avec les Cavaliers pour un contrat de 100 millions de dollars sur cinq ans.
En 2022, il est sélectionné pour le All-Star Game 2022 à la suite de la blessure de James Harden.

## Palmarès

### NBA
- 1 sélection au All-Star Game en 2022.
- Vainqueur du Skills Challenge lors du All-Star week-end en 2022.

## Statistiques

### Universitaires
Les statistiques de Jarrett Allen en matchs universitaires sont les suivantes :
| Saison    | Équipe   | Matchs | Titul. | Min./m | % Tir | % 3pts | % LF | Rbds/m. | Pass/m. | Int/m. | Ctr/m. | Pts/m. |
| --------- | -------- | ------ | ------ | ------ | ----- | ------ | ---- | ------- | ------- | ------ | ------ | ------ |
| 2016-2017 | Texas    | 33     | 33     | 32,2   | 56,6  | 0,0    | 56,4 | 8,40    | 0,80    | 0,60   | 1,50   | 13,40  |
| Carrière  | Carrière | 33     | 33     | 32,2   | 56,6  | 0,0    | 56,4 | 8,40    | 0,80    | 0,60   | 1,50   | 13,40  |

### Professionnelles

#### Saison régulière
Les statistiques de Jarrett Allen en saison régulière de la NBA sont les suivantes :
| Saison        | Équipe        | Matchs | Titul. | Min./m | % Tir | % 3pts | % LF | Rbds/m. | Pass/m. | Int/m. | Ctr/m. | Pts/m. |
| ------------- | ------------- | ------ | ------ | ------ | ----- | ------ | ---- | ------- | ------- | ------ | ------ | ------ |
| 2017-2018     | Brooklyn      | 72     | 31     | 20,0   | 58,9  | 33,3   | 77,6 | 5,39    | 0,68    | 0,39   | 1,22   | 8,15   |
| 2018-2019     | Brooklyn      | 80     | 80     | 26,2   | 59,0  | 13,3   | 70,9 | 8,40    | 1,38    | 0,54   | 1,50   | 10,91  |
| 2019-2020     | Brooklyn      | 70     | 64     | 26,5   | 64,9  | 0,0    | 63,3 | 9,59    | 1,57    | 0,57   | 1,31   | 11,07  |
| 2020-2021     | Brooklyn      | 12     | 5      | 26,6   | 67,7  | 0,0    | 75,4 | 10,42   | 1,67    | 0,58   | 1,58   | 11,17  |
| 2020-2021     | Cleveland     | 51     | 40     | 30,3   | 60,9  | 31,6   | 69,0 | 9,92    | 1,69    | 0,49   | 1,39   | 13,18  |
| 2021-2022     | Cleveland     | 56     | 56     | 32,3   | 67,7  | 10,0   | 70,8 | 10,80   | 1,60    | 0,80   | 1,30   | 16,00  |
| 2022-2023     | Cleveland     | 68     | 68     | 32,6   | 64,4  | 10,0   | 73,3 | 9,80    | 1,70    | 0,80   | 1,20   | 14,30  |
| 2023-2024     | Cleveland     | 77     | 77     | 31,7   | 63,4  | 0,0    | 74,2 | 10,50   | 2,70    | 0,70   | 1,10   | 16,50  |
| 2024-2025     | Cleveland     | 82     | 82     | 28,0   | 70,6  | 0,0    | 71,8 | 9,70    | 1,90    | 0,90   | 0,90   | 13,50  |
| Carrière      | Carrière      | 568    | 503    | 28,2   | 64,1  | 16,4   | 71,2 | 9,20    | 1,70    | 0,70   | 1,20   | 12,80  |
| All-Star Game | All-Star Game | 1      | 0      | 24,0   | 83,3  | 0,0    | -    | 9,00    | 1,00    | 1,00   | 2,00   | 10,00  |

Dernière mise à jour le 26 avril 2025

#### Playoffs
Les statistiques de Jarrett Allen en playoffs de la NBA sont les suivantes :
| Saison   | Équipe    | Matchs | Titul. | Min./m | % Tir | % 3pts | % LF | Rbds/m. | Pass/m. | Int/m. | Ctr/m. | Pts/m. |
| -------- | --------- | ------ | ------ | ------ | ----- | ------ | ---- | ------- | ------- | ------ | ------ | ------ |
| 2019     | Brooklyn  | 5      | 5      | 22,0   | 59,4  | 0,0    | 85,0 | 6,80    | 2,20    | 0,60   | 0,60   | 11,00  |
| 2020     | Brooklyn  | 4      | 4      | 33,1   | 58,3  | 0,0    | 81,3 | 14,80   | 2,30    | 0,50   | 1,80   | 10,30  |
| 2023     | Cleveland | 5      | 5      | 38,1   | 61,1  | 0,0    | 50,0 | 7,40    | 2,40    | 0,80   | 1,00   | 9,40   |
| 2024     | Cleveland | 4      | 4      | 31,7   | 67,6  | 0,0    | 69,2 | 13,80   | 1,30    | 1,30   | 1,00   | 17,00  |
| Carrière | Carrière  | 18     | 18     | 31,1   | 62,0  | 0,0    | 75,0 | 10,30   | 2,10    | 0,80   | 1,10   | 11,70  |

Dernière mise à jour le 26 avril 2025

## Records sur une rencontre en NBA
Les records personnels de Jarrett Allen en NBA sont les suivants, :
| Type de statistique        | Saison régulière | Saison régulière          | Saison régulière | Playoffs | Playoffs              | Playoffs      |
| Type de statistique        | Record           | Adversaire                | Date             | Record   | Adversaire            | Date          |
| -------------------------- | ---------------- | ------------------------- | ---------------- | -------- | --------------------- | ------------- |
| Points                     | 33               | Timberwolves de Minnesota | 8 mars 2024      | 22       | @ Heat de Miami       | 26 avril 2025 |
| Paniers marqués            | 15               | Bucks de Milwaukee        | 29 décembre 2023 | 7        | 76ers de Philadelphie | 20 avril 2019 |
| Paniers tentés             | 20               | 2 fois                    | 2 fois           | 11       | 76ers de Philadelphie | 20 avril 2019 |
| Paniers à 3 points réussis | 2                | @ Pistons de Détroit      | 17 octobre 2018  | -        | -                     | -             |
| Paniers à 3 points tentés  | 3                | 2 fois                    | 2 fois           | -        | -                     | -             |
| Lancers francs réussis     | 15               | Timberwolves de Minnesota | 8 mars 2024      | 7        | 2 fois                | 2 fois        |
| Lancers francs tentés      | 21               | Timberwolves de Minnesota | 8 mars 2024      | 9        | 76ers de Philadelphie | 18 avril 2019 |
| Rebonds offensifs          | 11               | @ Hornets de Charlotte    | 4 février 2022   | 9        | Magic d'Orlando       | 22 avril 2024 |
| Rebonds défensifs          | 18               | 2 fois                    | 2 fois           | 15       | Magic d'Orlando       | 20 avril 2024 |
| Rebonds totaux             | 24               | @ Rockets de Houston      | 16 janvier 2019  | 20       | Magic d'Orlando       | 22 avril 2024 |
| Passes décisives           | 8                | Kings de Sacramento       | 7 août 2020      | 5        | @ Raptors de Toronto  | 19 août 2020  |
| Interceptions              | 3                | 4 fois                    | 4 fois           | 2        | 2 fois                | 2 fois        |
| Contres                    | 6                | 2 fois                    | 2 fois           | 3        | @ Raptors de Toronto  | 19 août 2020  |
| Balles perdues             | 6                | @ Kings de Sacramento     | 1er mars 2018    | 5        | @ Raptors de Toronto  | 19 août 2020  |
| Minutes jouées             | 43               | @ Rockets de Houston      | 16 janvier 2019  | 41       | @ Raptors de Toronto  | 19 août 2020  |

- Double-double : 230 (dont 9 en playoffs)
- Triple-double : 0

Dernière mise à jour : 9 mai 2025

## Salaires

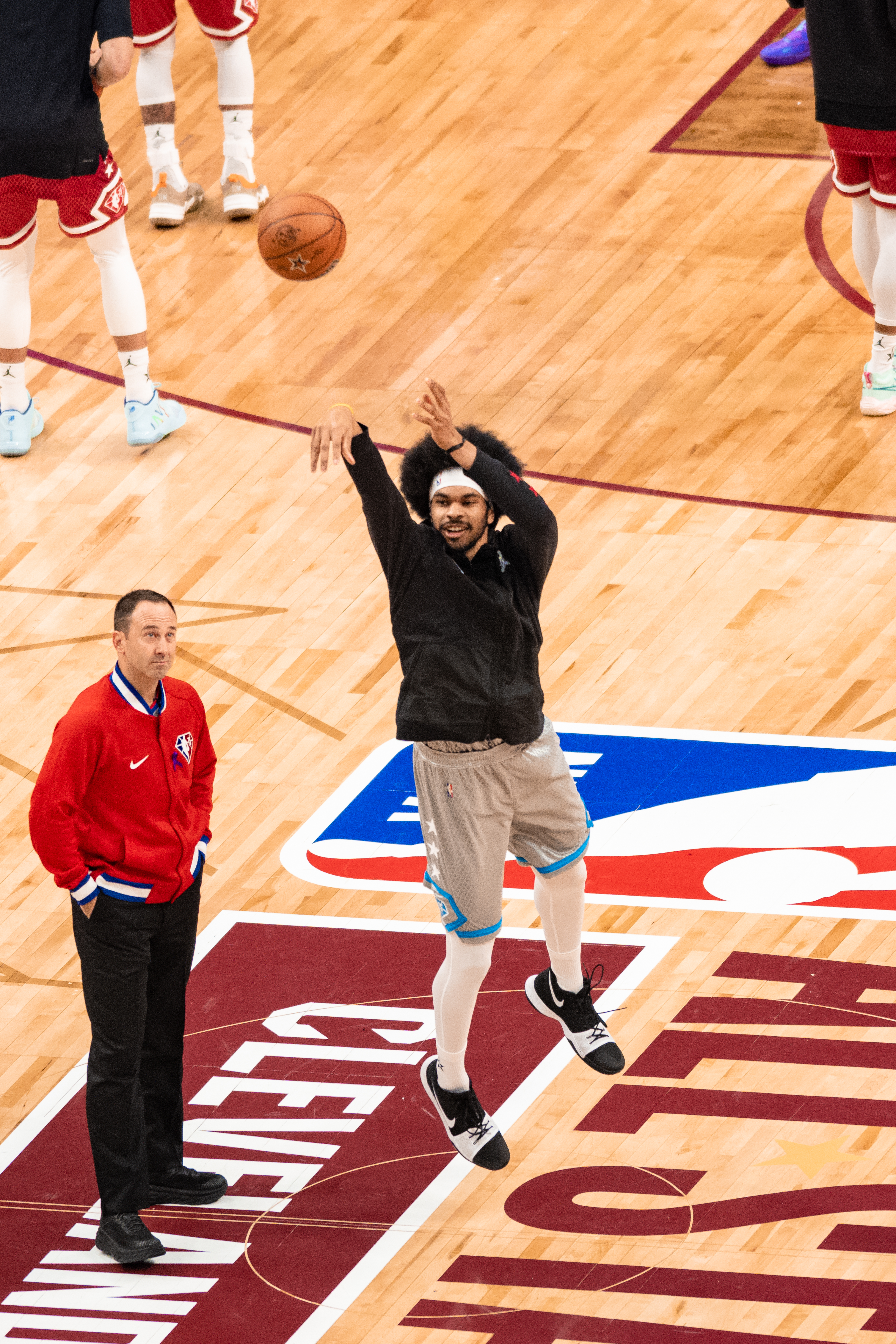
Jarrett Allen en février 2022.

Les gains de Jarrett Allen en NBA sont les suivants :
| Saison      | Équipe      | Salaire      |
| ----------- | ----------- | ------------ |
| 2017-2018   | Nets        | 1 713 720 $  |
| 2018-2019   | Nets        | 2 034 120 $  |
| 2019-2020   | Nets        | 2 376 840 $  |
| 2020-2021   | Cavaliers   | 3 909 902 $  |
| 2021-2022   | Cavaliers   | 20 000 000 $ |
| 2022-2023   | Cavaliers   | 20 000 000 $ |
| 2023-2024   | Cavaliers   | 20 000 000 $ |
| Total Gains | Total Gains | 70 034 582 $ |
| 2024-2025   | Cavaliers   | 20 000 000 $ |
| 2025-2026   | Cavaliers   | 20 000 000 $ |
| 2026-2027   | Cavaliers   | 28 000 000 $ |
| 2027-2028   | Cavaliers   | 30 240 000 $ |
| 2028-2029   | Cavaliers   | 32 480 000 $ |